# Грейлінг (Аляска)
Грейлінг (англ. Grayling, холікачукSixno' Xidakagg) — місто (англ. city) в США, у зоні перепису населення Юкон-Коюкук штату Аляска. Населення — 210 осіб (2020).

## Історія
1900 року стало відомо про існування поселення Грейлінг з населенням 75 осіб, магазином та великим складом пиломатеріалів. В 1962—1966 році в зв'язку з регулярними підтопленнями рідного поселення в Грейлінг переїхали майже все мешканці, 25 сімей, сусіднього села Холікачук, носії зникаючої однойменної мови. 1969 року було утворено міський уряд. З 1977 року по непарних роках місто є пунктом на шляху перегонів на собачих упряжках Iditarod Trail Sled Dog Race.

## Географія
Грейлінг розташоване в західній частині штату на березі річки Юкон. Місто обслуговує однойменний аеропорт.
Грейлінг розташований за координатами 62°53′44″ пн. ш. 160°6′42″ зх. д. / 62.89556° пн. ш. 160.11167° зх. д. (62.895443, -160.111792). За даними Бюро перепису населення США в 2010 році місто мало площу 28,43 км², з яких 28,39 км² — суходіл та 0,03 км² — водойми.

## Демографія
Згідно з переписом 2010 року, у місті мешкали 194 особи в 55 домогосподарствах у складі 42 родин. Густота населення становила 7 осіб/км². Було 63 помешкання (2/км²).
Расовий склад населення:
| - 87,1 % — корінних американців - 6,7 % — білих |

До двох чи більше рас належало 6,2 %. Частка іспаномовних становила 0,0 % від усіх жителів.
За віковим діапазоном населення розподілялося таким чином: 36,6 % — особи молодші 18 років, 56,2 % — особи у віці 18—64 років, 7,2 % — особи у віці 65 років та старші. Медіана віку мешканця становила 23,4 року. На 100 осіб жіночої статі у місті припадало 104,2 чоловіків; на 100 жінок у віці від 18 років та старших — 115,8 чоловіків також старших 18 років.
Середній дохід на одне домашнє господарство становив 30 824 долари США (медіана — 20 417), а середній дохід на одну сім'ю — 32 897 доларів (медіана — 22 500). За межею бідності перебувало 42,0 % осіб, у тому числі 51,8 % дітей у віці до 18 років та 14,3 % осіб у віці 65 років та старших.
Цивільне працевлаштоване населення становило 41 особа. Основні галузі зайнятості: публічна адміністрація — 29,3 %, транспорт — 22,0 %, будівництво — 22,0 %.